# Якубенки (Полоцкий район)
Якубенки (бел. Яку́бенкі) — деревня в Полоцком районе Витебской области Республики Беларусь. Входит в состав Боровухского сельсовета.

## География
Ближайшие населённые пункты Крумплево, Кушлики и др.

### Гидрография

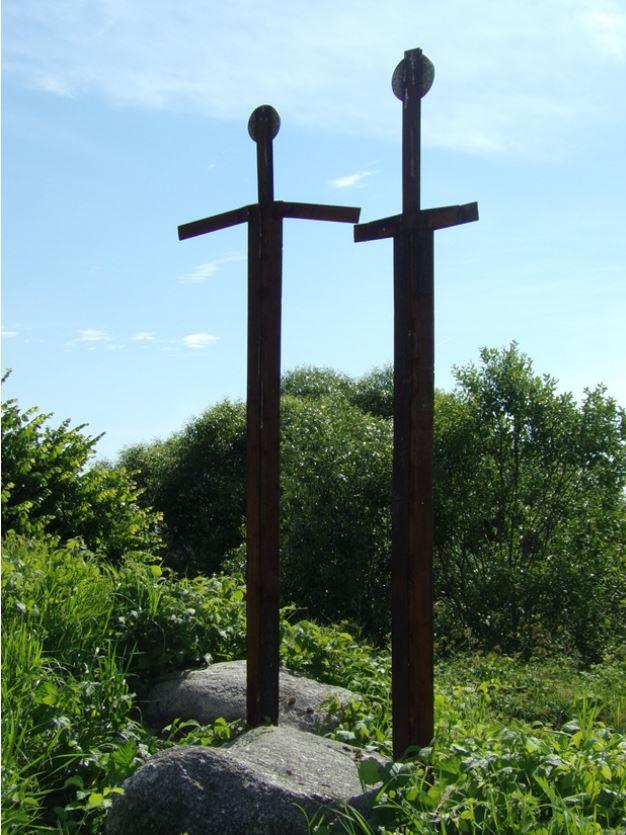
Битва под Кушликами

Река Западная Двина.

## История
С 1905 года в Каменской волости Дриссенского уезда Витебской губернии, 11 дворов.
До 10 октября 2013 года Якубенки входили в состав Адамовского сельсовета.

## Население

### Численность
- 2009 год — 13 жителей

### Динамика
- 1905 год — 11 дворов[2]
- 1999 год — 26 жителей (перепись населения)
- 2009 год — 13 жителей (перепись населения)[2]

## Достопримечательность
- На месте лагеря войск Речи Посполитой во время Битвы под Кушликами установлены два мемориальных камня с барельефами Стефана Чарнецкого и Казимира Жеромского и ещё один — с вмонтированными в него мечами–крестами.